# ナターシャ (漫画)
ナターシャ（フランス語: Natacha）は、フランソワ・ワルテリーとローランド・グーセンス（ゴス）によって制作されたベルギーのコミックシリーズである。ワルテリーがイラストを描き、ゴスの他、ペヨ、モーリス・ティリュー、ラウル・コーバン、マーク・ワースタラインといった複数の作家によってシナリオが執筆されている。初版は1970年2月26日にバンド・デシネの雑誌「スピルー」に掲載されたものである。このコミックのシリーズは最終的には出版社であるデュピュイを離れることで「スピルー」での連載を終了し、1989年からモナコにあるマルスプロダクションから「Cauchemirage」というシリーズの単行本のみの出版となっている。

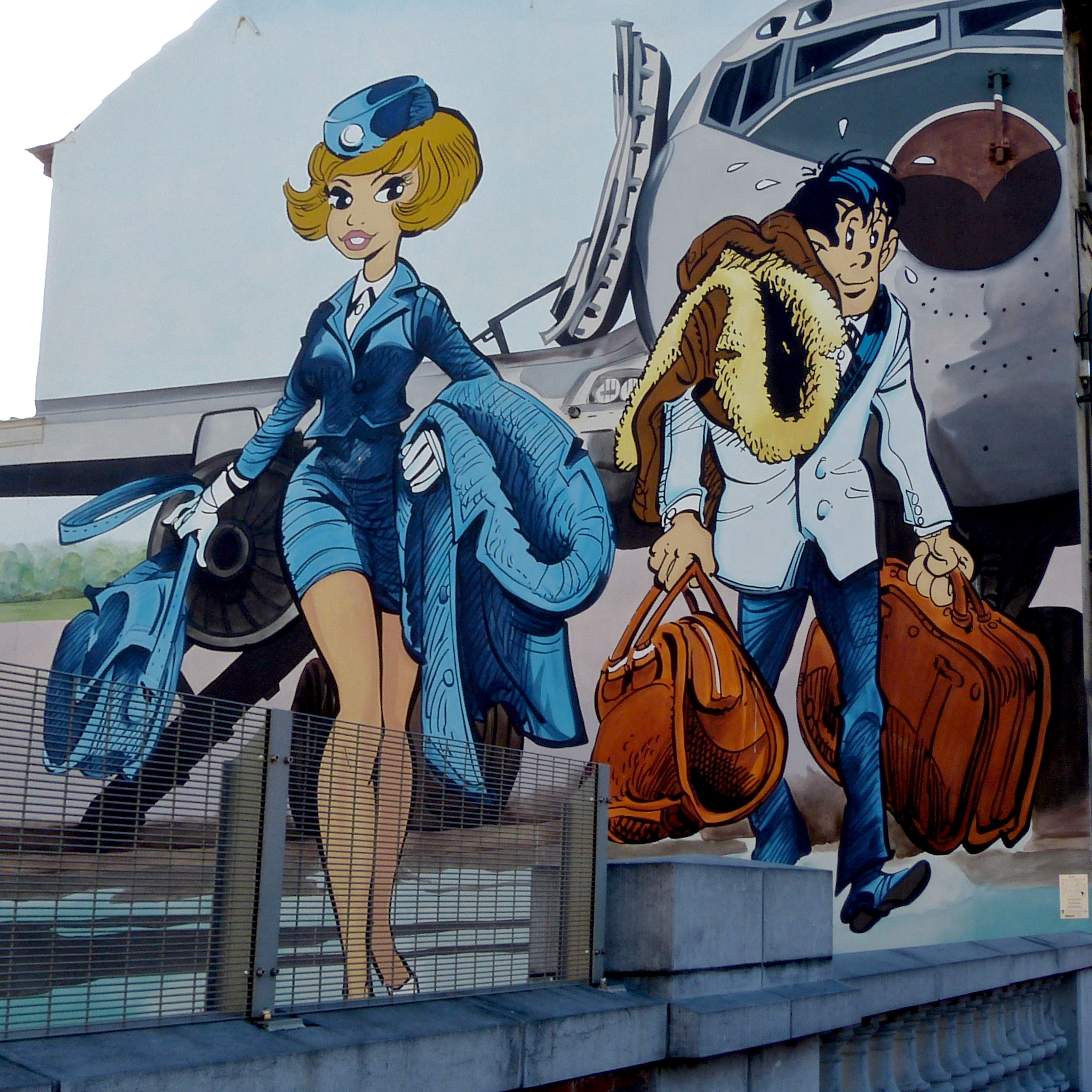
ナターシャとウォルターの壁画

## あらすじ
若くてセクシーな客室乗務員のナターシャと、彼女の同僚でありボーイフレンドのウォルターとの冒険の物語である。